# Letiště Dublin
Letiště Dublin (irsky Aerfort Bhaile Átha Cliath, IATA: DUB, ICAO: EIDW) funguje pod společností Dublin Airport Authority. Nachází se v Collinstowne v hrabství Fingal v Dublinu. Je to největší letiště v Irsku - v roce 2007 prošlo jeho branami více než 23,2 milionů pasažérů. Pro srovnání počet obyvatel dublinské aglomerace je přibližně 1,6 milionu, počet obyvatel Irska je více než 4,3 milionu a ostrova Irsko něco více než 6 milionů. Doprava na letišti je téměř úplně zahraniční, v roce 2007 jen 900 000 pasažérů z celkového počtu více než 23 milionů bylo domácích.
Letiště se nachází asi 10 kilometrů severně od centra města Dublin. Dá se tam dostat autobusy společnosti Dublin Bus (č. 16a, 33, 33N, 41, 41b, 41c, 46x, 102, 746, 747, 748) nebo taxíky nebo lze využít Urbus. Podzemní železnice 'Metro Sever', která má spojit letiště s městem Swords a centrem Dublinu je ve fázi přípravných prací.
Letiště je hlavní základnou irské vlajkové národní společnosti Aer Lingus a největší evropské nízkonákladové společnosti Ryanair. Třetí irská letecká společnost, CityJet, má základnu v blízkém městě Swords. Irská domácí a regionální aerolinie Aer Arann provozuje různé domácí lety a lety do Spojeného království, ale i když se část její administrativy nachází v Dublinu, její základna je na letišti Galway na západě Irska.